# Xã Millcreek, Quận Union, Ohio
Xã Millcreek (tiếng Anh: Millcreek Township) là một xã thuộc quận Union, tiểu bang Ohio, Hoa Kỳ. Năm 2010, dân số của xã này là 1.305 người.